# Lost to Apathy
Lost to Apathy – minialbum szwedzkiego zespołu melodic death metalowego Dark Tranquillity. Wydawnictwo zostało wydane 15 listopada 2004 roku nakładem wytwórni płytowej Century Media Records.
Nagrania zostały zarejestrowane w 2004 roku w trakcie nagrywania albumu Character, z wyjątkiem utworu "UnDo Control" nagranym w trakcie występu grupy w Krakowie w październiku 2002 roku, który pojawił się na albumie koncertowym Live Damage. Album zawiera również teledysk do tytułowej kompozycji, która pojawiła się w filmie Alone in the Dark: Wyspa cienia z 2005 roku. Reżyserem klipu jest Roger Johansson.

## Lista utworów
| Lost to Apathy | Lost to Apathy                        | Lost to Apathy |
| Nr             | Tytuł utworu                          | Długość        |
| -------------- | ------------------------------------- | -------------- |
| 1.             | „Lost to Apathy”                      | 4:37           |
| 2.             | „Derivation TNB”                      | 3:25           |
| 3.             | „The Endless Feed (Chaos Seed remix)” | 3:56           |
| 4.             | „UnDo Control (live)”                 | 5:26           |
|                |                                       | 17:24          |

## Twórcy
Opracowane na podstawie materiału źródłowego.
| - Martin Henriksson – gitara - Niklas Sundin – gitara - Michael Nicklasson – gitara basowa - Anders Jivarp – perkusja - Martin Brändström – elektronika, produkcja, remiksowanie - Mikael Stanne – śpiew | - Cabin Fever Media – oprawa graficzna, projekt okładki - Peter In de Betou – mastering - Diana van Tankeren – zdjęcia, wygaszacz ekranu - Fredrik Nordström – miksowanie |